# Lustgården (naturreservat)
Lustgården är ett naturreservat i Piteå kommun i Norrbottens län.
Området är naturskyddat sedan 1997 och är 2,9 kvadratkilometer stort. Reservatet omfattar Södra Abborrberget och tjärnar och våtmarker nedanför. Reservatet består av gammal naturskog med grova granar och aspar.